# Vitali Lisakovitch
Vitali Mikhaïlovitch Lisakovitch (en russe : Виталий Михайлович Лисакович et en biélorusse : Віталь Міхайлавіч Лісаковіч) est un footballeur international biélorusse né le 8 février 1998 à Minsk. Il évolue au poste d'attaquant.

## Biographie

### Carrière en club
Formé au Chakhtior Salihorsk, dont il intègre les équipes de jeunes à partir de 2011, Vitali Lisakovitch fait ses débuts avec l'équipe réserve du club en 2014 puis en équipe première  deux ans plus tard, jouant son premier match le 13 mars 2016 contre le BATE Borisov dans le cadre de la Supercoupe de Biélorussie. Il inscrit son premier but professionnel un mois et demi plus tard en championnat face au Naftan Novopolotsk à l'occasion d'une victoire 2-0 des siens.
La saison 2017 le voit être titularisé de manière plus régulière, jouant cette année-là seize rencontres pour six buts tandis qu'il fait en fait ses débuts dans les compétitions européennes en jouant deux matchs de qualification pour la Ligue Europa face au Sūduva Marijampolė durant l'été. Il dispute également au mois de mai la finale de la Coupe de Biélorussie, durant laquelle il est buteur mais ne peut empêcher la défaite des siens face au Dinamo Brest aux tirs au but.
Au mois de janvier 2018, Lisakovitch quitte la Biélorussie et rejoint le Dinamo Zagreb dans le cadre d'un prêt. Il y dispute par la suite la fin de la saison 2017-2018 en deuxième division sous les couleurs de la deuxième équipe du club avant de revenir à Salihorsk, n'étant pas retenu à l'issue de son prêt. Après avoir terminé l'année 2018 au Chakhtior, le joueur fait son retour en Croatie en février 2019 pour un nouveau prêt sous les couleurs du NK Rudeš pour la fin de l'exercice 2018-2019 qui s'achève sur la relégation du club. Il est ensuite prêté à un autre club croate, le NK Varaždin, avec qui il termine l'année 2019.
Faisant son retour de manière pérenne au Chakhtior Salihorsk au début 2020, Lisakovitch commence la saison 2020 de manière remarquée en inscrivant neuf buts en dix-sept rencontres de championnat, avec notamment deux doublés contre l'Isloch Minsk Raion et le Torpedo Jodzina tandis que le club se classe premier à la mi-saison. Ces performances lui valent ainsi d'être recruté par le club russe du Lokomotiv Moscou au mois d'août 2020 pour un montant estimé à plus d'un million d'euros, une somme rare pour un joueur du championnat biélorusse,.
Il fait ses débuts sous le maillot moscovite en championnat le 15 août 2020 contre le FK Krasnodar et marque son premier but le 4 octobre suivant contre le FK Khimki. Il y dispute également son premier match en Ligue des champions quelques semaines plus tard contre le Red Bull Salzbourg, marquant le deuxième but des siens pour un match nul 2-2 au début de la phase de groupes,.
Le 21 janvier 2022, Lisakovitch signe en faveur du Rubin Kazan pour trois ans et demi.

### Carrière internationale
Souvent appelé au sein des équipes de jeunes de la sélection biélorussie entre 2014 et 2018, Lisakovitch fait finalement ses débuts avec la sélection A de Mikhaïl Markhel le 10 octobre 2019 contre l'Estonie dans le cadre des éliminatoires de l'Euro 2020. Il marque son premier but un peu moins d'un an plus tard lors de sa septième sélection face au Kazakhstan dans le cadre de la Ligue des nations, permettant ainsi à son équipe de l'emporter sur le score de 2-1.

## Palmarès
Chakhtior Salihorsk
- Championnat de Biélorussie (1) :
  - Champion : 2020.
- Coupe de Biélorussie :
  - Finaliste : 2016-17.

## Statistiques
| Saison                | Club                    | Championnat           | Championnat | Championnat | Coupe(s) nationale(s) | Coupe(s) nationale(s) | Compétition(s) continentale(s) | Compétition(s) continentale(s) | Compétition(s) continentale(s) | Total | Total |
| Saison                | Club                    | Division              | M.          | B.          | M.                    | B.                    | Comp.                          | M.                             | B.                             | M.    | B.    |
| 2016                  | Chakhtior Salihorsk     | D1                    | 11          | 1           | 3                     | 0                     | -                              | -                              | -                              | 14    | 1     |
| 2017                  | Chakhtior Salihorsk     | D1                    | 16          | 6           | 4                     | 2                     | C3                             | 2                              | 0                              | 22    | 8     |
| 2018                  | Chakhtior Salihorsk     | D1                    | 2           | 0           | -                     | -                     | C3                             | 1                              | 0                              | 3     | 0     |
| 2020                  | Chakhtior Salihorsk     | D1                    | 17          | 9           | 5                     | 2                     | -                              | -                              | -                              | 22    | 11    |
| Sous-total            | Sous-total              | Sous-total            | 46          | 16          | 12                    | 4                     | -                              | 3                              | 0                              | 61    | 20    |
| 2017-2018             | Dinamo Zagreb II (prêt) | D2                    | 11          | 1           | -                     | -                     | -                              | -                              | -                              | 11    | 1     |
| 2018-2019             | NK Rudeš (prêt)         | D1                    | 14          | 4           | -                     | -                     | -                              | -                              | -                              | 14    | 4     |
| 2019-2020             | NK Varaždin (prêt)      | D1                    | 11          | 1           | 2                     | 2                     | -                              | -                              | -                              | 13    | 3     |
| Sous-total            | Sous-total              | Sous-total            | 36          | 6           | 2                     | 2                     | -                              | -                              | -                              | 38    | 8     |
| 2020-2021             | Lokomotiv Moscou        | D1                    | 26          | 2           | 3                     | 0                     | C1                             | 3                              | 1                              | 32    | 3     |
| 2021-2022             | Lokomotiv Moscou        | D1                    | 15          | 2           | 1                     | 0                     | C3                             | 5                              | 0                              | 21    | 2     |
| Sous-total            | Sous-total              | Sous-total            | 41          | 4           | 4                     | 0                     | -                              | 8                              | 1                              | 53    | 5     |
| 2021-2022             | Rubin Kazan             | D1                    | 10          | 4           | 2                     | 2                     | -                              | -                              | -                              | 12    | 6     |
| 2022-2023             | Rubin Kazan             | D2                    | 17          | 8           | -                     | -                     | -                              | -                              | -                              | 17    | 8     |
| Total sur la carrière | Total sur la carrière   | Total sur la carrière | 150         | 38          | 20                    | 8                     | -                              | 11                             | 1                              | 181   | 47    |